# باز بويل
باز بويل (بالإنجليزية: Buzz Boyle)‏ هو لاعب كرة قاعدة أمريكي، ولد في 9 فبراير 1908 في سينسيناتي في الولايات المتحدة، وتوفي بنفس المكان في 12 نوفمبر 1978.

## وصلات خارجية
- باز بويل على موقعبيزبول رفرنس.كوم (الدوري الرئيسي) (الإنجليزية)
- باز بويل على موقعبيزبول رفرنس.كوم (الدوري الثانوي) (الإنجليزية)